# Jacques Frijters
Pour l’article homonyme, voir Anna Frijters.
Jacques Frijters (né le 22 janvier 1947 à Baarle-Nassau) est un coureur cycliste néerlandais. Professionnel de 1969 à 1971, il a été champion des Pays-Bas sur route en 1969.

## Palmarès
- 1968
  - 1rea et 2ea étapes du Circuit des mines
- 1969
  -  Champion des Pays-Bas sur route
  - Grand Prix du 1er mai
  - 5e étape secteur b des Quatre Jours de Dunkerque
  - 2e du Circuit de Niel
- 1970
  - Prologue de Paris-Nice (contre-la-montre par équipes)
  - 3e de Paris-Camembert